# 폴커 초츠
폴커 초츠(Volker Zotz, 1956년 10월 28일 ~ )는 오스트리아 출신의 유대계 종교철학자이다. 아시아 대학 교수로서 수년 동안 인도를 비롯한 여러 아시아 국가에서 살았으며 유교와 불교를 주제로 많은 책들을 펴냈다.

## 생애
빈에서 역사와 철학, 예술사를 공부한 후 『세기말에서 1930년까지 독일어권의 불교 수용과 해석 및 비판에 대하여』라는 논문으로 박사학위를 취득했다. 철학박사 학위를 소유한 문화학자로서 비엔나, 교토, 도쿄, 룩셈부르크 등지의 여러 대학교에서 강의를 했다. 부르겐란트에 살면서 문화 및 사회학 연구에 종사하고 있다. 빈 대학교 철학 연구소에서 강의를 했고, 1979년과 1980년에는 인도에 유학했다. 1982년부터 「다마루. 불교잡지」의 편집자로 있다. 1989년과 1999년에는 일본 교토의 류코쿠 대학에서 연구를 했으며, ‘국제 선불교 연구협회’ 의 간부회원으로 일하고 있다.

## 저서
- 「카마수트라, 인생에 답하다」, 2009, ISBN 978-89-6260-179-4
- 「붓다」1997, ISBN 89-356-0136-5
- 「마이트레야」 Maitreya. Kontemplationen über den Buddha der Zukunft. ISBN 3-87998-054-3
- 「세기말에서 1930년까지 독일어권의 불교 수용과 해석 및 비판에 대하여』 Zur Rezeption, Interpretation und Kritik des Buddhismus im deutschen Sprachraum vom Fin-de-Siècle bis 1930. Historische Skizze und Hauptmotive. 1986.
- 「자유와 행복. 붓다의 가르침」Freiheit und Glück, 1987, ISBN 3-8138-0090-3
- 「앙드레 브르통」André Breton 1990, ISBN 3-499-50374-3
- 「순수한 나라의 붓다. 일본의 선불교」 Der Buddha im Reinen Land. Shin-Buddhismus in Japan. Diederichs, München 1991 ISBN 3-424-01120-7
- Geschichte der buddhistischen Philosophie. 1996 ISBN 3-499-55537-9
- 「갠지스 강의 새로운 제강국」Die neue Wirtschaftsmacht am Ganges. Redline, Heidelberg 2006, ISBN 3-636-01373-4
- 「서구인들을 위한 공자」Konfuzius für den Westen. Neue Sehnsucht nach alten Werten. 2007, ISBN 978-3-502-61164-6